# 14382 Woszczyk
14382 Woszczyk eller 1990 ES6 är en asteroid i huvudbältet som upptäcktes den 2 mars 1990 av den belgiske astronomen Henri Debehogne vid La Silla-observatoriet. Den är uppkallad efter astronomen Andrzej Woszczyk.
Den har en diameter på ungefär 6 kilometer och den tillhör asteroidgruppen Koronis.